# Уго Брісуела
Уго Брісуела (ісп. Hugo Brizuela, нар. 8 лютого 1969, Асунсьйон) — парагвайський футболіст, що грав на позиції нападника.
Виступав, зокрема, за клуб «Архентінос Хуніорс», а також національну збірну Парагваю.

## Клубна кар'єра
У дорослому футболі дебютував 1989 року виступами за команду клубу «Соль де Америка», але в 1993 році емігрував до Чилі. Його першим клубом у цій країні був «О'Хіггінс». Потім він недовго пограв за клуб «Депортес Ла-Серена», після чого повернувся в повернутися в «О'Хіггін» в 1995 році. У 1996 році він став гравцем столичного клубу «Аудакс Італьяно», в якому він виступав протягом двох сезонів.
Своєю грою за останню команду привернув увагу представників тренерського штабу аргентинського клубу «Архентінос Хуніорс», до складу якого приєднався 1997 року. Відіграв за команду з Буенос-Айреса наступні два сезони своєї ігрової кар'єри. У складі «Архентінос Хуніорс» був одним з головних бомбардирів команди, маючи середню результативність на рівні 0,63 голу за гру першості.
У 1999 році він повернувся в Чилі і грав за клуб «Універсідад Католіка». Після двох років гри в цьому клубі він повернувся в Аргентину і був гравцем команди «Чакаріта Хуніорс» з Буенос-Айреса.
З 2001 року грав у Мексиці, спочатку за «Пачуку», з якою виграв мексиканський чемпіонат Верано, а потім за «Леон».
У 2003 році він зіграв один матч за еквадорську «Барселону» (Гуаякіль), після чого повернувся на батьківщину у «Аудакс Італьяно».
Завершив професійну ігрову кар'єру 2005 року у клубі «О'Хіггінс», у складі якого вже виступав раніше.

## Виступи за збірну
1997 року дебютував в офіційних матчах у складі національної збірної Парагваю. 
У складі збірної був учасником розіграшу Кубка Америки 1997 року у Болівії, чемпіонату світу 1998 року у Франції. На «мундіалі» Брісуела був запасним гравцем і зіграв лише в одному матчі з Нігерією (3:1).
Протягом кар'єри у національній команді, яка тривала 6 років, провів у формі головної команди країни 21 матч, забивши 3 голи.

## Досягнення
- Чемпіон Мексики: 2001